# Château-Chinon (Ville)
Château-Chinon település Franciaországban, Nièvre megyében. Lakosainak száma 1857 fő (2022. január 1.). Château-Chinon Château-Chinon és Saint-Hilaire-en-Morvan községekkel határos.

## Népesség
A település népességének változása:
| Lakosok száma | 2086 | 2071 | 2397 | 1964 | 1926 | 1932 | 1934 | 1931 | 1857 |
|               | 2013 | 2015 | 2016 | 2017 | 2018 | 2019 | 2020 | 2021 | 2022 |